# Allophylus pachyphyllus
Allophylus pachyphyllus är en kinesträdsväxtart som beskrevs av Ludwig Radlkofer. Allophylus pachyphyllus ingår i släktet Allophylus och familjen kinesträdsväxter. Inga underarter finns listade i Catalogue of Life.